# Atimia mexicana
Atimia mexicana är en skalbaggsart som beskrevs av Linsley 1934. Atimia mexicana ingår i släktet Atimia och familjen långhorningar. Inga underarter finns listade.